# Юен Грандісон
Юен Грандісон (англ. Ewan Grandison, нар. 28 січня 1991) — ямайський футболіст, півзахисник клубу «Портмор Юнайтед» та національної збірної Ямайки.

## Клубна кар'єра
У 2011 році Грандісон дебютував у професійному футболі в команді «Портмор Юнайтед», і в першому ж сезоні, провівши 38 матчів і забив 3 м'ячі, став переможцем чемпіонату Ямайки.
У 2013 році півзахисник брав участь у Клубному чемпіонаті Карибського футбольного союзу, за підсумками якого «Портмору» не вдалося кваліфікуватися до Ліги чемпіонів КОНКАКАФ 2013/14.

## Виступи за збірну
У складі молодіжної збірної Ямайки Грандісон брав участь у відбіркових матчах до молодіжного чемпіонату КОНКАКАФ 2011, а також в одному матчі фінальної стадії.
18 травня 2012 року дебютував в офіційних матчах у складі національної збірної Ямайки, вийшовши у стартовому складі в товариському матчі проти збірної Гаяни.
Влітку 2017 року півзахисник був включений в заявку команди для участі в Золотому кубку КОНКАКАФ у США.
Наразі провів у формі головної команди країни 8 матчів.

## Титули і досягнення
- Срібний призер Золотого кубка КОНКАКАФ: 2017